# Báu vật của đời
Báu vật của đời, nguyên tác: Phong nhũ phì đồn (丰乳肥臀), là một tác phẩm nổi tiếng của nhà văn Trung Quốc Mạc Ngôn. Tác phẩm được xuất bản tháng 9 năm 1995 và đã trở thành một hiện tượng, tác phẩm đã được trao giải cao nhất của Hội Nhà văn Trung Quốc về truyện trong năm đó.
Tiểu thuyết đã cung cấp cho bạn đọc một lượng thông tin lớn, khái quát cả giai đoạn lịch sử hiện đại của Trung Quốc thông qua các câu truyện về các số phận của mỗi thế hệ gia đình nhà Thượng Quan. Bối cảnh chính của câu truyện là vùng Cao Mật, Trung Quốc.

## Các nhân vật chính
- Lỗ Toàn Nhi: một người phụ nữ nông thôn Trung Quốc, năm 16 tuổi bỏ tục bó chân và lấy chồng là Thượng Quan Thọ Hỷ. Sau này Lỗ thị có 9 đứa con riêng, 8 gái và 1 trai.
- Thượng Quan Thọ Hỷ: chồng của Lỗ Toàn Nhi, bị bất lực, không có khả năng sinh con.
- Lai Đệ: con của Lỗ thị với ông chú dượng.
- Chiêu Đệ: con của Lỗ thị với ông chú dượng.
- Lãnh Đệ: con của Lỗ thị với anh chàng bán vịt dạo.
- Tưởng Đệ: con của Lỗ thị với anh chàng bán thuốc rong.
- Phán Đệ: con của Lỗ thị với lão Báo bán thịt chó.
- Niệm Đệ: con của Lỗ thị với hoà thượng Trí Thông.
- Cầu Đệ: con của Lỗ thị với tên lính thất trận
- Cặp sinh đôi Ngọc Nữ và Kim Đồng: con của Lỗ thị với mục sư Malôa

## Tóm tắt truyện
"Báu vật của đời" là cuốn tiểu thuyết đồ
sộ, bao quát cả một thời kỳ lịch sử dài với vô vàn những số phận con người vùng
đất Cao Mật - Đại La trong những biến cố. Nổi bật trong tác phẩm là cuộc đời
người phụ nữ nông thôn Trung Quốc - Thượng Quan Lỗ Thị và gia đình Thượng Quan.
Cuộc đời Lỗ Thị gắn liền với những đau thương, thăng trầm cũng như vô vàn biến
cố của lịch sử vùng đất Cao Mật - Đại La - quê hương Lỗ Thị, và đó cũng chính
là lịch sử phát triển của đất nước Trung Hoa rộng lớn.
"Phong nhũ phì đồn" chứa đầy 500.000 từ. Nó bắt đầu bằng chiến tranh và kết thúc bằng hòa bình. Nó mang tinh thần sử thi của nhà thơ mù Hy Lạp cổ đại Homer "Iliad" trong "Bài ca thành Ilion"và những lời nhất quán đầy khí phách "Thần rượu " vốn có của Mạc Ngôn được lặp lại một lần rồi một lần, đưa độc giả vào một thế giới kỳ lạ và bí ẩn một lần và mãi mãi. Cái gọi là "Thần rượu" đối lập với "Thần Mặt trời", cái trước xuất hiện theo cảm xúc, hỗn loạn và mất trật tự. Cái sau là lý trí, đều đặn và có trật tự. Con chữ của Mạc Ngôn lung linh đầy màu sắc, đầy hình ảnh và tràn trề ý tượng kích động các giác quan, thị giác, thính giác, xúc giác, khứu giác, vị giác của người đọc và anh muốn họ đều sử dụng tất cả chúng. PP
Thượng
Quan Lỗ Thị tên thật là Lỗ Toàn Nhi, sinh năm 1900 tại vùng quê Cao Mật – tỉnh
Sơn Đông – Trung Quốc. Mới sáu tháng tuổi, Toàn Nhi đã phải nếm trải những đau
thương, mất mát do chiến tranh gây ra, mồ côi cả cha lẫn mẹ. Gia đình cô: bố cô
– Lỗ Ngũ, biệt hiệu Lỗ Quậy, mẹ cô – "họ
Diêu, làthiếu phụ đẹp nhất thôn Sa
Oa" [9,716] đều bị quân Đức sát hại. Lúc này, Toàn Nhi được người cô và ông
chú dượng Vu Bàn Vả đem về nuôi. Cũng như những người con gái khác, theo tục
lệ, lên năm tuổi Toàn Nhi phải bó chân – một nỗi đau về thể xác lẫn tinh thần
mà cô phải gánh chịu. Tục lệ bó chân đó theo Toàn Nhi cho đến khi cô mười sáu
tuổi. Đó là thời kỳ Dân quốc và cũng là khi cô trở thành một thiếu nữ xinh đẹp
nhưng không hợp thời. Cho đến năm mười bảy tuổi, Toàn Nhi được gả vào nhà Thượng
Quan qua cuộc đổi chác giữa người cô và Thượng Quan Lã Thị - bà mẹ chồng của
Toàn Nhi. Từ khi bước vào làm dâu nhà Thượng Quan, cuộc đời Toàn Nhi bước vào
chuỗi dài những đau thương, tủi nhục, cô phải nếm trải biết bao cay đắng, bất
hạnh. Toàn Nhi lấy phải một người chồng "bất
lực", không có khả năng truyền giống là Thượng Quan Thọ Hỷ. Vậy là mọi khát
khao, mong ước – có đứa cháu nối dõi tông đường của bà mẹ chồng cay nghiệt cũng
như những hủ tục khắt khe của xã hội phong kiến "trọng nam khinh nữ" đều
đổ lên đầu Toàn Nhi. Do không sinh được con, cô phải hứng chịu bao sự hành hạ,
chửi rủa, phỉ mắng của gia đình chồng. Và cũng bởi cái áp lực có đứa con trai,
bởi người chồng của mình "bất lực"... cho nên Lỗ Thị đã phải cắn răng
đi "xin giống" của thiên hạ. Lỗ Thị
đã có tổng cộng chín đứa con riêng, tám gái và một trai. Tưởng rằng có được đứa
con cuộc đời Lỗ Thị sẽ đỡ khổ, nhưng mãi không sinh được con trai nên suốt thời
gian làm dâu trong gia đình Thượng Quan, Lỗ Thị bị bà mẹ chồng "Nửa Người Nửa Quỷ" cũng như ông chồng vũ phu "Người – Đàn – Ông – Không – Bao – Giờ - Lớn" hành hạ đến dã man, thậm chí không bằng cả loài vật... Khi
cả nhà chồng bị bọn Nhật tàn sát, chỉ còn lại bà mẹ chồng dở điên dở dại và một
đàn con thơ, cuộc đời Lỗ Thị bước sang một trang mới, kết thúc kiếp làm dâu đau
khổ, chuyển sang vai trò làm chủ gia đình, làm mẹ, làm bà. Giờ đây Lỗ Thị trở
thành người trụ cột gánh vác cả gia đình, nuôi dạy đàn con thơ. Mỗi đứa con lớn
lên là một số phận, một con đưòng đi khác nhau, thậm chí có khi chúng còn xung
khắc, đối chọi nhau về tư tưỏng chính trị... nhưng bao giờ Lỗ Thị cũng là bến bờ,
là chỗ dựa yên bình nhất của chúng. Lỗ Thị là một người mẹ đau thương mà vĩ đại. Không chỉ nuôi dạy chín đứa con khôn lớn, bà còn cưu mang, chăm sóc cả tám
đứa cháu ngoại mà mỗi đứa cháu là một hoàn cảnh, một xuất thân riêng... Bao thế
lực chính trị đến rồi lại đi, vinh quang rồi tàn lụi, đem đến cho vùng đất Cao
Mật biết bao biến đổi, Lỗ Thị và gia đình Thượng Quan cũng chịu ảnh hưởng của
những lần thay ngôi đổi chúa ấy. Hết quân Đức, quân Nhật, Quốc dân Đảng rồi đến
Cộng sản Đảng, mỗi như vậy là mỗi lần nhân dân chứng kiến cảnh li loạn, cảnh
chạy giặc, cảnh tang tóc... Lỗ Thị đã bao lần phải mất con mất cháu trong những
đợt biến loạn ấy. Các thế lực cầm quyền đem đến cho Lỗ Thị biết bao tai hoạ,
biết bao mất mát, đau khổ, thế nhưng bà vẫn dang rộng đôi tay và tấm lòng nhân
ái của mình che chở, bao bọc cho con cháu. Lỗ Thị là một bà mẹ đau thương mà vĩ
đại, suốt đời hi sinh vì con cháu, một con người luôn mang trong mình tinh thần
phản kháng mạnh mẽ, một người phụ nữ tuyệt đẹp với phẩm giá đáng tự hào. Thượng
Quan Lỗ Thị chính là hiện thân cho hình ảnh đất nước Trung Hoa rộng lớn trên
con đường phát triển với bao thăng trầm, đau thương nhưng không gì quật ngã. Thượng Quan Lỗ Thị mất ở tuổi chín mươi lăm, con người ấy khổ cả một đời, đến khi chết người ta cũng bắt đào mộ lên. Kết thúc tác phẩm là hình ảnh những bông
hoa nở rộ sau ngôi mộ của Lỗ Thị và những bầu vú hiện lên dồn dập trong ảo
tưởng của Kim Đồng – đứa con trai duy nhất của Thượng Quan Lỗ Thị.

## Đánh giá
Mạc Ngôn xứng đáng đoạt giải Nobel với ngôn ngữ văn học mộc mạc, chân chất, đậm nét quê mùa nhưng lại vô cùng thâm thuý. Nó là đất, là nước, là rượu, là máu của người con đất Cao Mật, Sơn Đông. Anh dùng một thủ pháp độc đáo, kết hợp văn học phương Đông và phương Tây. Thủ pháp này chỉ có những nhà văn phương Đông mới có được. Nên đã khiến hội đồng giám thị phải giật mình đắm đuối và say mê với những câu chữ khác lạ này.
Trung Quốc ra đời một Mạc Ngôn, đây là vinh dự của văn học Trung Hoa. 100 năm gần đây, anh là người chắp cánh cho tác phẩm văn học bay đến mọi ngõ ngách của năm châu bốn biển. Thiên mã hành không, bụi mù tung vó. Anh chính là Thiên mã. (PP)